# Meister der Marmormadonnen

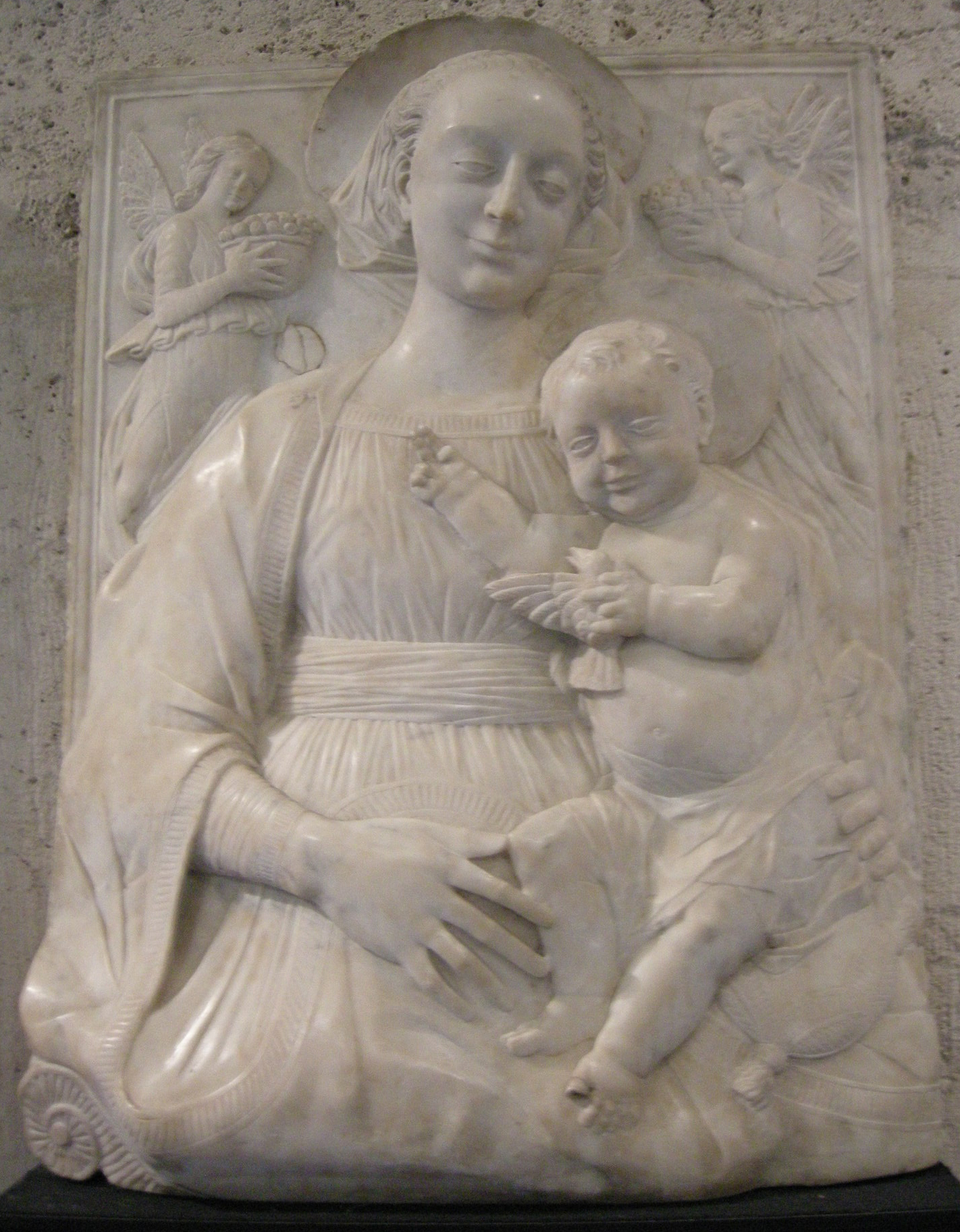
Meister der Marmormadonnen, Maria mit dem Kinde und zwei Engeln, Italien um 1480, Louvre, Paris

Als Meister der Marmormadonnen wird ein namentlich nicht bekannter italienischer Bildhauer bezeichnet, der zwischen 1470 und 1500 wahrscheinlich vorwiegend in Florenz und vermutlich auch in Urbino tätig war.

## Namensgebung
Der Notname „Meister der Marmormadonnenden“ geht auf einen Artikel von Wilhelm Bode zurück, mit dem er den Künstler 1886 in die Forschung einführte und dem er damals rund 30 Werke mit typischen gemeinsamen Stilelementen zuwies.

## Stil
Das Werk des Meisters der Marmormadonnen steht der Kunst des Mino da Fiesole nahe, so dass allgemein angenommen wird, dass er bei diesem seine Ausbildung erhalten hat. Nachhaltig beeinflusst wurde der Meister von Antonio Rossellino, einem der bedeutenden italienischen Bildhauer des 15. Jahrhunderts, die in wirklichen Flachrelief arbeiteten. Wie dieser schafft es auch der Meister der Marmormadonnen in seinen Reliefs Licht und Schatten gekonnt zur Darstellung seiner Figuren und zur Hervorhebung von Details zu nutzen. So erreicht er durch die Hervorhebung des Kopfes und einer plastisch etwas tieferen Darstellung der Hände und Kleider einen Kontrast, der seine Werke lebhaft gestaltet. Er scheint so zu versuchen, die Grenze zwischen Skulptur und Malerei zu brechen.

## Identifizierung
Als Identität des Meisters der Marmormadonnen wurde Domenico Rosselli, Giovanni Ricci oder Tommaso Fiamberti vorgeschlagen. Aber auch Gregorio di Lorenzo käme in Frage. Keine der bisher versuchten Zuschreibungen konnte allerdings bisher in der Fachwelt überzeugen.

## Werke (Auswahl)
- Berlin, Skulpturensammlung

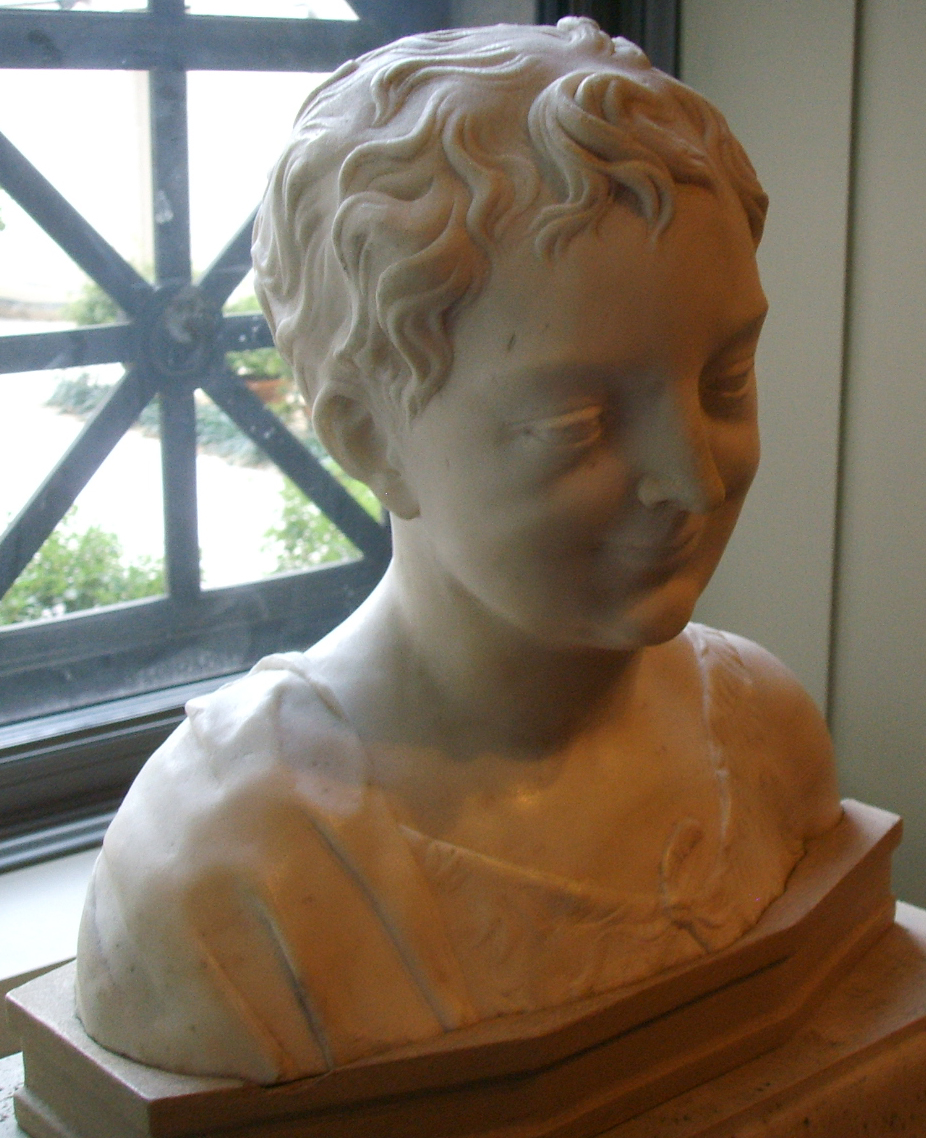
Meisters der Marmormadonnen: Büste des jugendlichen Johannes des Täufers; Italien, um 1470–1500, Washington, National Gallery of Art

  - Maria mit dem Kinde im Engelkranz; um 1460
  - Maria mit dem Kinde und Kandelabern; um 1475
  - Ecce homo
- Canberra, National Gallery of Australia
  - Maria mit dem Kinde von Engeln gekrönt; um 1480
- Duai, Museum
  - Ecce homo
- Forli, Cattedrale di Santa Croce
  - Taufbecken; 1504
  - Sechseckiges Taufbecken mit drei Szenen aus dem Leben des heiligen Johannes des Täufers und den Heiligen Helena, Hieronymus, Merkurialis und Valerian
- Forli, Pinacoteca Civico
  - Maria mit dem Kinde und Engeln
- Paris, Musée Jacquemart-André
  - Ecce homo
- Paris, Musée National du Louvre
  - Maria mit dem Kinde und zwei Engeln
- South Carolina, Columbia Art Museum
  - Maria mit dem Kinde
- Washington, National Gallery of Art
  - Büste des jugendlichen Johannes des Täufers; um 1470–1500

## Unterscheidung
Zu unterscheiden ist der italienische Meister der Marmor-Madonnen  von dem Meister der Maasländischen Marmormadonnen, einem namentlich nicht bekannten Künstler aus Flandern.